# NGC 2101
NGC 2101 في الفهرس العام الجديد، هي مجرة، تقع في كوكبة آلة الرسام. اكتشفت في 9 يناير 1837 بواسطة جون هيرشل.

## روابط خارجية
- NGC 2101 على موقع ويكي سكاي: DSS2, SDSS, GALEX, IRAS, Hydrogen α, X-Ray, Astrophoto, Sky Map, Articles and images